# مخابرات سیار

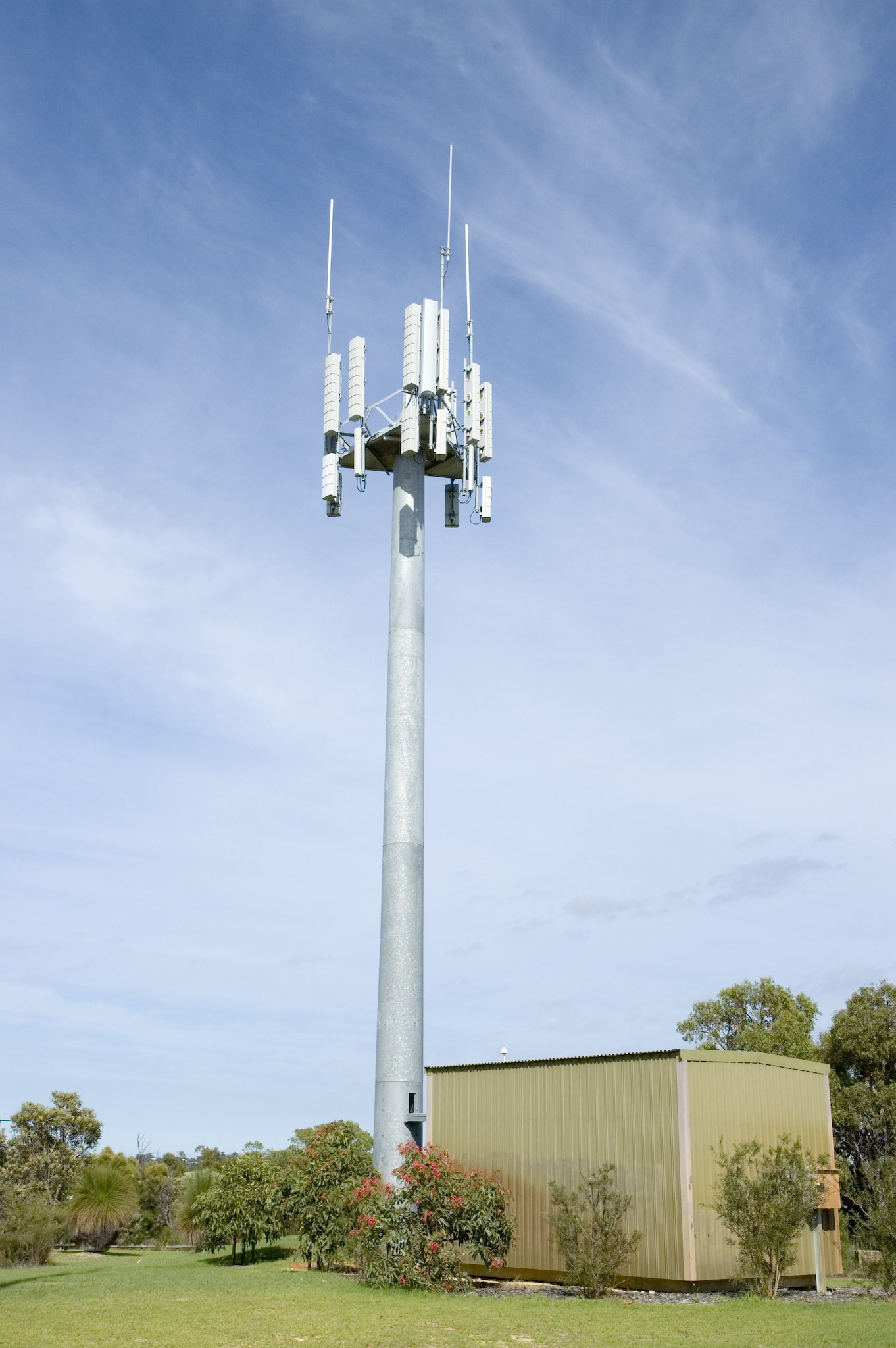
دکل تلفن همراه

مخابرات سیار (انگلیسی: Mobile Communication) یا تلفن سیار، سرویس ارائه خدمات مخابراتی به تلفن همراه کاربرانی است که در حرکتند. تلفن‌های همراه به یک شبکه سلولی تلفن همراه زمینی، که از ایستگاه‌های پایه (سایت‌های تلفن همراه) تشکیل شده‌است، متصل می‌شوند، در حالی که تلفن‌های ماهواره‌ای به ماهواره‌های در مدار زمین، متصل می‌شوند. هر دو شبکه نیز به شبکه سوییچ تلفن عمومی (PSTN) متصل می‌شوند و کاربران از این راه می‌توانند با هر تلفن دیگری در جهان تماس بگیرند. در سال ۲۰۱۰ شمار مشترکان تلفن همراه در جهان بالغ بر ۵ میلیارد مشترک، برآورد شده بود.